# Humulène
L'humulène, également appelé α-humulène ou α-caryophyllène, HUM, est un sesquiterpène macrocyclique de formule brute C15H24, constitué de trois unités isoprène avec trois doubles liaisons non conjuguées.
Il a été isolé pour la première fois à partir de houblon, Humulus lupulus, d'où son nom.
C'est un isomère du caryophyllène, et ces deux composés sont souvent mélangés chez de nombreuses plantes aromatiques.
L'humulène est largement répandu dans les plantes, par exemple la sauge, le ginseng et le Syzygium zeylanicum (Myrtaceae).
L'humulène est doué de propriétés anti-inflammatoires chez les mammifères et pourrait avoir des applications contre les inflammations. Il produit un effet semblable à celui de la dexaméthasone et réduit l'œdème consécutif à l'injection d'histamine. 
Il possède également un effet inhibiteur sur la production de facteur de nécrose tumorale(TNFα) et d'interleukine-1 β (en) chez les souris auxquelles on a injecté du carraghénane.
L'humulène possède des propriétés anticancéreuses.
Il induit l'apoptose dans le cancer colorectal.
Les dérivés d'humulène d'Asteriscus vogelii se sont révélés actifs contre les cellules de lymphome, de carcinome pulmonaire, de carcinome du côlon et de mélanome.
Traditionnellement, les plantes contenant de l'humulène ont été utilisées pour le traitement de l'insomnie, de la dépression, de la nervosité, du délire, de l'anxiété et des troubles digestifs.